# 1901年鐵路
此條目列出1901年發生有關鐵路運輸的事件。

## 事件

### 3月
- 3月1日：伍珀塔爾空鐵向公眾開放[1]。
- 3月16日：前門西至蘆溝橋段通車，京山鐵路全線通車。

### 4月
- 4月8日：膠濟鐵路青島至膠州段通車。
- 4月11日：奧羽南線通車。

### 5月
- 5月15日：縱貫線南段北延至善化車站。
- 5月27日：山陽鐵道全線通車。

### 8月
- 8月25日：淡水線通車，縱貫線由原本途經新莊改為途經枋橋（現板橋），不過10月25日才舉行開業式。

### 11月
- 11月14日：東清鐵路哈爾濱至綏芬河段在沙俄佔領鐵路附近土地下通車。
- 11月12日：太平洋電氣鐵路（英语：Pacific Electric Railway）成立[2]。
- 11月17日：城市及南倫敦鐵路由沼澤門站北延至安吉爾站。

### 12月
- 12月16日：縱貫線南段北延至新營庄（今新營車站）。